# 에디슨의 어머니
에디슨의 어머니(일본어: エジソンの母)는 2008년 1월 11일부터 3월 14일까지 매주 금요일 방송된 이토 미사키가 주연을 맡은 드라마. 총 10화.

## 등장인물
- 이토 미사키
- 사카이 마키
- 타니하라 쇼스케
- 오오스기 렌

## 방송일, 부제목, 시청률
| 화                                                    | 방송일          | 부제목                                                         | 연출       | 시청률 |
| ----------------------------------------------------- | --------------- | -------------------------------------------------------------- | ---------- | ------ |
| 1화                                                   | 2008년 1월 11일 | 1+1=2가 아냐! 학교안이 빙글빙글 돈다                           | 武藤淳     | 11.0%  |
| 2화                                                   | 2008년 1월 18일 | 절대 안돼! 하늘을 나는 실험                                    | 武藤淳     | 11.1%  |
| 3화                                                   | 2008년 1월 25일 | 늑대와 전 남친 난입! 수업 참관 성립 안됨                       | 平野俊一   | 12.1%  |
| 4화                                                   | 2008년 2월 1일  | 어째서 우리집은 가난해? 연수입보다 소중한 것을 아이들은 배운다 | 平野俊一   | 9.1%   |
| 5화                                                   | 2008년 2월 8일  | 아이의 그림을 좋은 그림과 나쁜 그림으로 나누는 이상한 선생     | 波多野貴文 | 6.8%   |
| 6화                                                   | 2008년 2월 15일 | 지구가 멸망할 거라서 숙제할 수가 없어요                        | 武藤淳     | 7.7%   |
| 7화                                                   | 2008년 2월 22일 | 영원히 울리라! 행복의 방범벨                                   | 平野俊一   | 8.1%   |
| 8화                                                   | 2008년 2월 29일 | 괴물 엄마의 작은 유괴 사건                                     | 波多野貴文 | 9.8%   |
| 9화                                                   | 2008년 3월 7일  | 이에도 격차가 있어! 내 카레도                                  | 大森美香   | 9.7%   |
| 10화                                                  | 2008년 3월 14일 | 에디슨 추방! 눈물과 격노의 전교집회                            | 武藤淳     | 9.9%   |
| 평균 시청률은 9.5% (간토 지방기준, 비디오 리서치조사) |                 |                                                                |            |        |